# Curt Polycarp Joachim Sprengel
Curt Polycarp Joachim Sprengel o Kurt (Boldekow, Mecklemburg-Pomerània Occidental, 3 d'agost del 1766 - Halle (Saxònia-Anhalt), 15 de març del 1833) fou un botànic i metge alemany.

## Biografia
El seu oncle, Christian Konrad Sprengel (1750-1816), és recordat pels seus estudis sobre la pol·linització entomofília -un tema on s'avançà extraordinàriament a la seva època-. El pare d'en Curt, un pastor protestant, li proporcionà una sòlida i àmplia formació, i el fill es distingí ja de jove com a lingüista, no tan sols en llatí i grec, sinó també en àrab. A l'edat de catorze anys publicà la seva primera obra, Anleitung zur Botanik für Frauenzimmer.
L'any 1784 començà a estudiar teologia i medicina a la universitat de Halle, però aviat es concentrà en la segona carrera en detriment de la primera, i es titulà el 1787. Dos anys més tard va ser contractat com a professor extraordinari de la mateixa universitat, i el 1795 va ser promogut a la categoria de professor ordinari i director del jardí botànic de Halle. Dedicà la major part del seu temps a la tasca mèdica i a investigar la història de la medicina, i tingué un alt nivell com a investigador tant en medicina com en botànica. Entre les seves més importants contribucions a aquesta darrera ciència hi ha el paper que tingué en l'origen i la promoció de la investigació microscòpica de l'anatomia dels teixits de les plantes superiors, encara que els microscopis defectuosos que utilitzà resten valor -però no mèrit- a les conclusions obtingudes. També va fer aportacions valuoses tant al sistema de classificació natural com al linneà. Publicà manuals i històries de la medicina i de la botànica, i fou autor de diverses traduccions. Entre els seus alumnes de la universitat de Halle tingué Karl Hermann Konrad Burmeister, futur professor de zoologia a la mateixa universitat, i que seria director del Museo Público de Buenos Aires durant 30 anys.
Va ser elegit membre corresponent de la Reial Acadèmia Sueca de Ciències al 1810. Els gèneres Sprengelia (Sm.) de la família de les ericàcies i Curtia (Cham. Schltdl.) de la família de les gencianes van rebre aquests noms en homenatge seu.

## Obres
- Anleitung zur Botanik für Frauenzimmer 1780 ("Guia a la botànica per a dones")
- Beitrage zur Geschichte des Pulses Halle, 1787 ("Contribucions a la història del pols")
- Apologie des Hippokrates und seiner Grundsätze Leipzig, 1789-1791 ("Apologia d'Hipòcrates i els seus principis")
- Versuch einer pragmatischen Geschichte der Arzneikunde 1792–1799 ("Intent d'una història pragmàtica de la medicina"). Segona edició: Halle: Johann Jacob Gebauer, 1799-1803, tercera edició Halle: Gebanerschen Buchhandlung, 1821-1828
- Beitrage zur Geschichte der Medicin Halle, 1794-1796, 3 vols. (Publicació periòdica "Contribucions a la història de la medicina")
- Handbuch der Pathologie 1795–1797 ("Manual de patologia"). Tercera edició Leipzig, 1798-1806
- Index plantarum in Horto Botanico Academiae Halensis cultarum Halle, 1797
- Antiquitatum botanicarum specimen primum Leipzig: Schäffer, 1798
- Des botanische Garten der Universität zu Halle Halle, 1800 ("El jardí botànic de la universitat de Halle")
- Handbuch der Semiotik Halle, 1800 ("Manual de semiòtica"). Nova edició, Viena, 1815
- Kritische Uebersicht des Zustandes der Arzneikunde in dem letzten Jahrzehend Halle, 1801 ("Estudi crític de la farmacologia en els darrers deu anys")
- Anleitung zur Kenntniss der Gewächse Halle, 1802–1804 i 1817–1818 ("Instruccions per al coneixement de les plantes")
- Gardenzeitung Halle, 1803-1807 ("Diari del Jardí")
- Geschichte der Medicin im Auszuge Halle, 1804 ("Història de la medicina en extractes")
- Geschichte der wichtigsten chirurgischen Operationen Halle, 1805 ("Història de les principals operacions quirúrgiques")
  - 2n volum Geschichte der Chirurgie Halle, 1819 ("Història de la cirurgia")
- Flora Halensis Halle, 1806–1815 (reedició en microfitxes: Nova York, N.Y. : Readex Microprint Corporation, 1975)
- Historia rei herbariae Amsterdam: sumtibus Tabernae librariae et artium, 1807-1808, 2 vols. (segona edició Altenburg-Leipzig: F.A. Brockhaus, 1817-18)
- Institutiones pharmacologiae Amsterdam: sumtibus Tabernae librariae et artium, 1809–1819, 6 vols
- Von dem Bau und der Natur der Gewächse Halle, 1812 ("De la construcció i la naturalesa de les plantes")
- Plantarum Umbelliferarum denuo disponendarum Prodromus Halle, 1813
- Plantarum minus cognitarum pugillus Halle: C. A. Kümmelium, 1813–1815 (reimpressió en microfitxa Leiden : IDC, [198?])
- Institutiones medicae Amsterdam, Leipzig, 1809-1919 (6 vols.) Milà: Johannes Silvestri, 1816-1817 (reimpressió en 11 vols.)
- Geschichte der Botanik Altenburg, Leipzig, 1817–1818, 2 vols. ("Història de la botànica"; reedició en microfitxes: Nova York, N.Y. : Readex Microprint Corporation, 1975)
- Species umbelliferarum minus cognitae 1818
- Geschichte der Medicin 1820 ("Història de la medicina", traduït al francès París: Deterville, 1815-1820)
- Neue Entdeckungen im ganzen Umfang der Pflanzenkunde Leipzig, 1820–1822
- Augustin Pyramus de Candolle, K. Sprengel Elements of the philosophy of plants Edimburg: William Blackwood, 1821
- Literatura medica externa recentior, seu enumeratio librorum ... ad doctrinas medicas facientium qui extra Germaniam ab anno inde 1750 impressi sunt Leipzig, 1829

### Traduccions i edicions de textos
- Galè Fieberlehre Breslau-Leipzig: Johann Crust Rener, 1788
- William Buchan Hausarzneykunde Altenburg, 1791 (Domestic medicine, 1769)
- Pierantonio Perenotti di Cigliano Von der Lustseuche Leipzig, 1791 (Storia generale dell' origine, dell' essenza e specifica qualita della infezione venerea Turin, 1788)
- Jan Hendrik van Kinsbergen Beschreibung des Archipelagus Rostock, 1791
- Carl Peter Thunberg Reise in Africa und Asien Berlín, 1792
- Peter Jonas Bergius Von Leckereyen Halle, 1792
- Jackson Úber die Fieber in Iamaica Leipzig, 1796
- Roscoe Leben Lorenz von Medici Berlin, 1797
  - Wilhelm Roscoés Lorenz von Medici  Viena: Härter, 1817
- Godofredo Sellii Liber de curandis hominum morbis Berlín, 1798
- Paul Joseph Barthez Neue Mechanik der willkührlichen Bewegungen der Menschen und Thiere Halle, 1800 (Nouvelle Mécanique des mouvements de l'homme et des animaux Paris: Méquignon l'aîné, 1798)
- Franz Xavier Swediaur Von der Lustseuche Berlin, 1801
- Tàcit Germanien Halle: Carl Friedrich Schimmelpfennig, 1819
- Teofrast Naturgeschichte der Gewächse Altona: Hammerich, 1822
- Carl von Linné Systema vegetabilium Gottinga (Halis): sumtibus Librariae Dieterichianae, 1825-1827 (16a. edició)
- Dioscòrides Pedaci De materia medica, libri quinque ad fidem codicum manuscriptorum Leipzig: Cnoblochius, 1829
- Carl von Linné Genera Plantarum Gottinga, 1830-1831 (9a. edició).